# Netty Simons
Netty Simons (geb. Netty Rothenberg, * 26. Oktober 1913 in New York City; † 1. April 1994 ebenda) war eine US-amerikanische Komponistin.
Simons besuchte von 1928 bis 1933 die Third Street Music School. An der New York University studierte sie zwischen 1931 und 1937 bei Marion Bauer und Percy Grainger. 1933 nahm sie Klavierunterricht bei Alexander Siloti an der Juilliard School of Music. Von 1938 bis 1942 war sie Privatstudentin von Stefan Wolpe, mit dem sie eine Freundschaft bis zu dessen Tod 1972 verband.
Simons  unterrichtete an der Music Settlement School und später an der Universität von Ann Arbor. Simons komponierte neben mehreren Opern vor allem Werke in kammermusikalischer Besetzung und Vokalwerke.